# Slovénie aux Jeux olympiques d'été de 1992
La Slovénie participe aux Jeux olympiques d'été de 1992 à Barcelone où elle est représentée par 35 athlètes. Il s'agit de la 1re participation à des Jeux d'été pour la Slovénie qui est devenue indépendante en 1991. Avant ces jeux, les athlètes slovènes représentaient la Yougoslavie. Avec ses 18 ans, Tina Križan est la plus jeune athlète de la délégation. Durant les jeux, le pays remporte deux médailles de bronze et se classe ainsi à la 52e place du tableau des médailles par nations,.

## Médaillés slovènes

### Médailles de Bronze
| Sport                   | Discipline            | Sportifs                                               | Performance |
| Médailles de bronze : 2 |                       |                                                        |             |
| Aviron                  | Deux sans barreur H   | Luka Špik Iztok Čop                                    |             |
| Aviron                  | Quatre sans barreur H | Milan Janša Sadik Mujkič Sašo Mirjanič Janez Klemenčič |             |